# 야마노베정
야마노베정(일본어: 山辺町 야마노베마치[*])은 일본 야마가타현 남동부에 있는 히가시무라야마군의 정이다.

## 지리
정역의 북동부는 야마가타 분지의 남서쪽에 해당하는 평지이며 정사무소와 역 시설 등 중심 시가지가 있다. 또 스가와강을 경계로 현청 소재지인 야마가타시와 인접한다. 중부에서 남부까지는 크고 작은 늪이 점재하는 산간부이고 남단의 시라타카산 주변에는 현민 숲이나 캠프장 등의 시설이 있다.

## 역사
- 1889년 - 야마노베촌, 오테라촌, 나카촌, 사쿠야자와촌, 사가미촌이 탄생하였다.
- 1896년 - 야마노베촌이 정으로 승격해 야마노베정이 되었다.
- 1954년 10월 1일 - 야마노베정, 오테라촌, 나카촌, 사쿠야자와촌, 사가미촌이 합병해 야마노베정이 되었다.

## 인구
|                                                | |
| 야마노베정의 전국의 연령별 인구 분포（2005년） | 야마노베정의 연령·남녀별 인구 분포（2005년）                                                                           |
| ■자주색 ― 야마노베정 ■녹색 ― 일본전국          | ■파랑색 ― 남자 ■빨간색 ― 여자                                                                                          |
| · 야마노베정（에 해당되는 지역）의 인구추이    | |
| 일본 총무성 통계국 국세조사 결과               | |
|                                                | 기술적 문제로 인해 그래프를 일시적으로 사용할 수 없습니다. 파브리케이터와 미디어위키 위키에 더 자세한 정보가 있습니다. |

## 교통

### 철도
- 동일본 여객철도 아테라자와선

### 도로
- 도호쿠 중앙 자동차도
- 국도 458호선

## 자매 도시
- 일본 이바라키현 히타치시